# Lacul Mondsee
Mondsee (Lacul lunii) este un lac din partea Austriei Superioare a regiunii geografice Salzkammergut, aflat în apropierea mai marelui lac Attersee. Malul său sud-vestic marchează granița dintre statele Austria Superioară și Salzburg, precum și cea dintre Alpii Nordici Orientali în sud și zona de gresie a Alpilor Nordici. Muntele Drachenwand (Zidul balaurului) de pe malul sudic al lacului este o priveliște impresionantă. Mondsee este unul dintre ultimele lacuri private din Austria. În august 2008, Nicolette Waechter (proprietara) a anunțat că lacul a fost scos la vânzare.
În 1864 au fost descoperite în apele lacului rămășițe de locuințe lacustre neolitice.

## Mondsee în ficțiune
Ian Fleming a menționat lacul Mondsee într-unul din romanele sale cu James Bond, Moonraker. În capitolul VI , Blofeld raportează membrilor SMERSH că unitatea lor germană a preluat cu succes în secret tezaurul de bijuterii al lui Himmler din lacul Mondsee.

## Ecosistemul lacului
Specii de pești care trăiesc în lac:
- știucă (Esox)
- păstrăv de lac din America de Nord (Salvelinus namaycush)
- păstrăv indigen (Salmo trutta)
- păstrăv curcubeu (Oncorhynchus mykiss)
- fântânel de lac
- anghilă europeană (Anguilla anguilla)
- crap
- mihalț (Lota lota)
- pește alb (Coregonus albula)

## Imagini

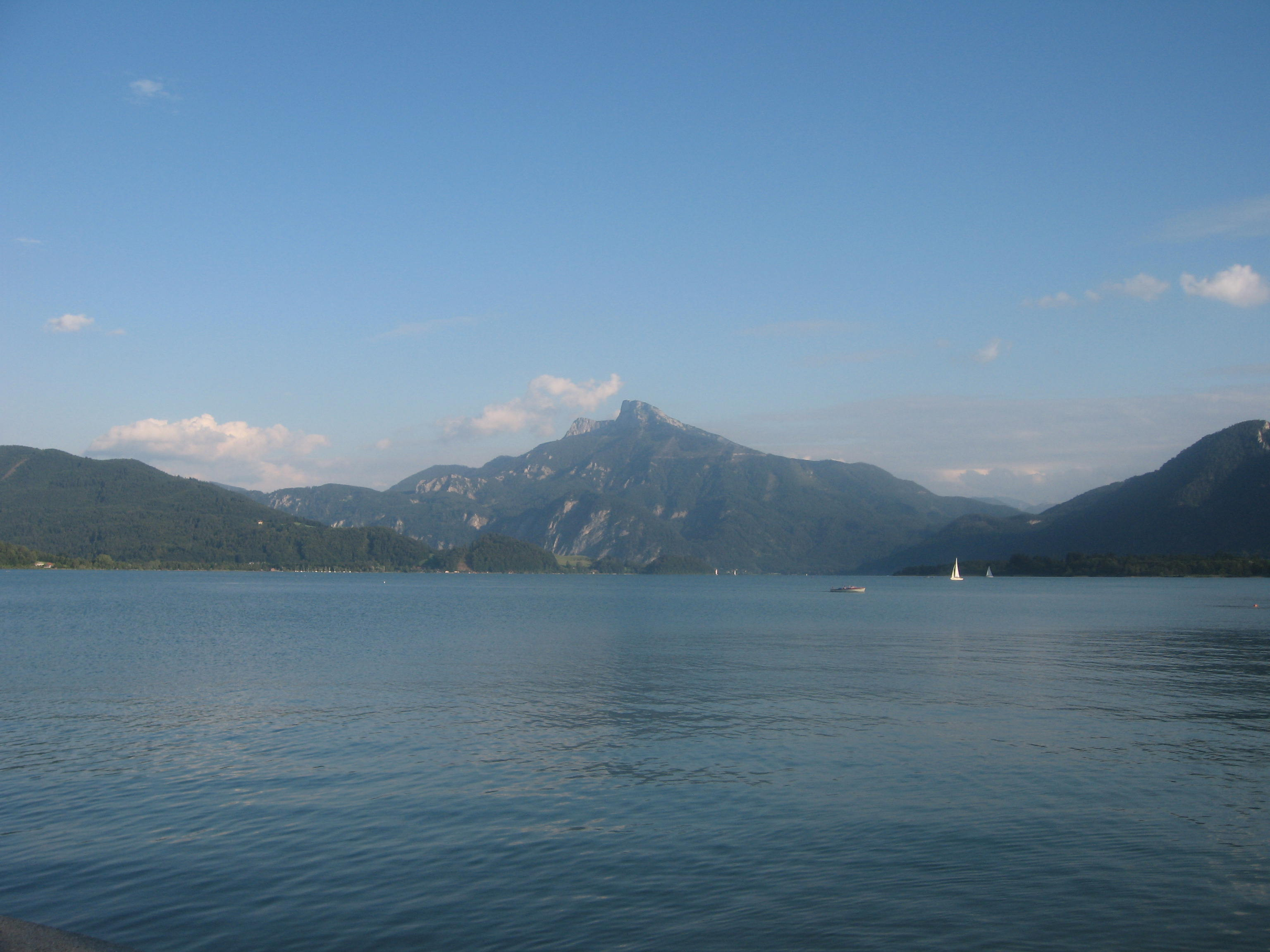
Lacul Mondsee văzut din orașul cu același nume. În fundal este vârful Schafberg.
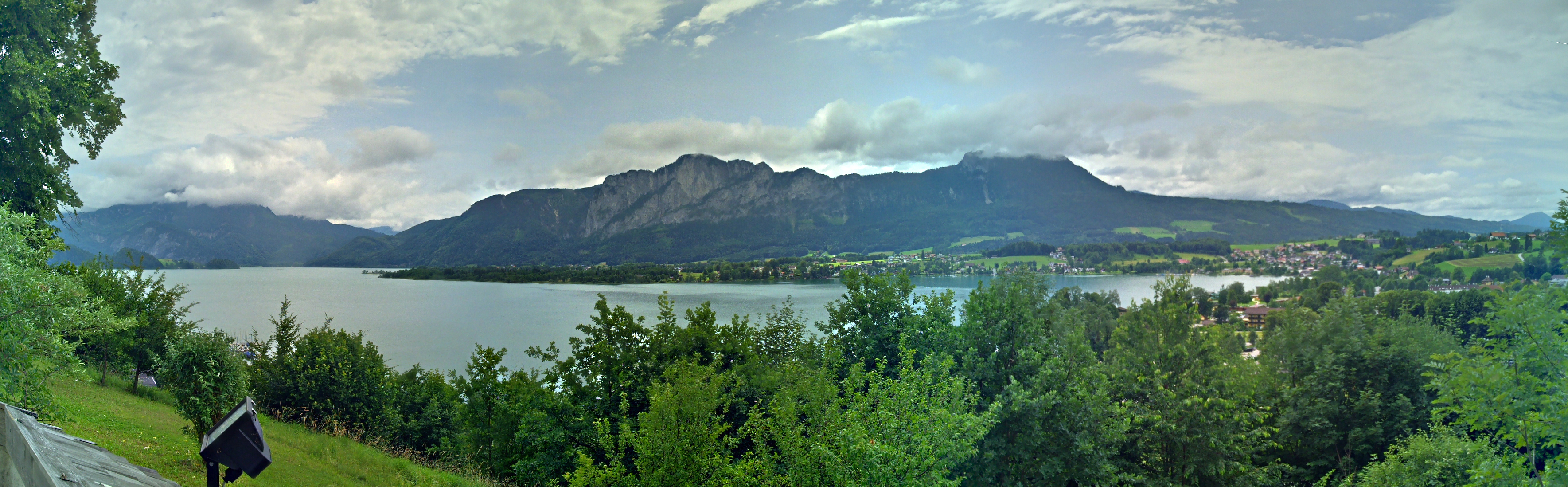
Panoramă a lacului cu Muntele Drachenwand pe fundal
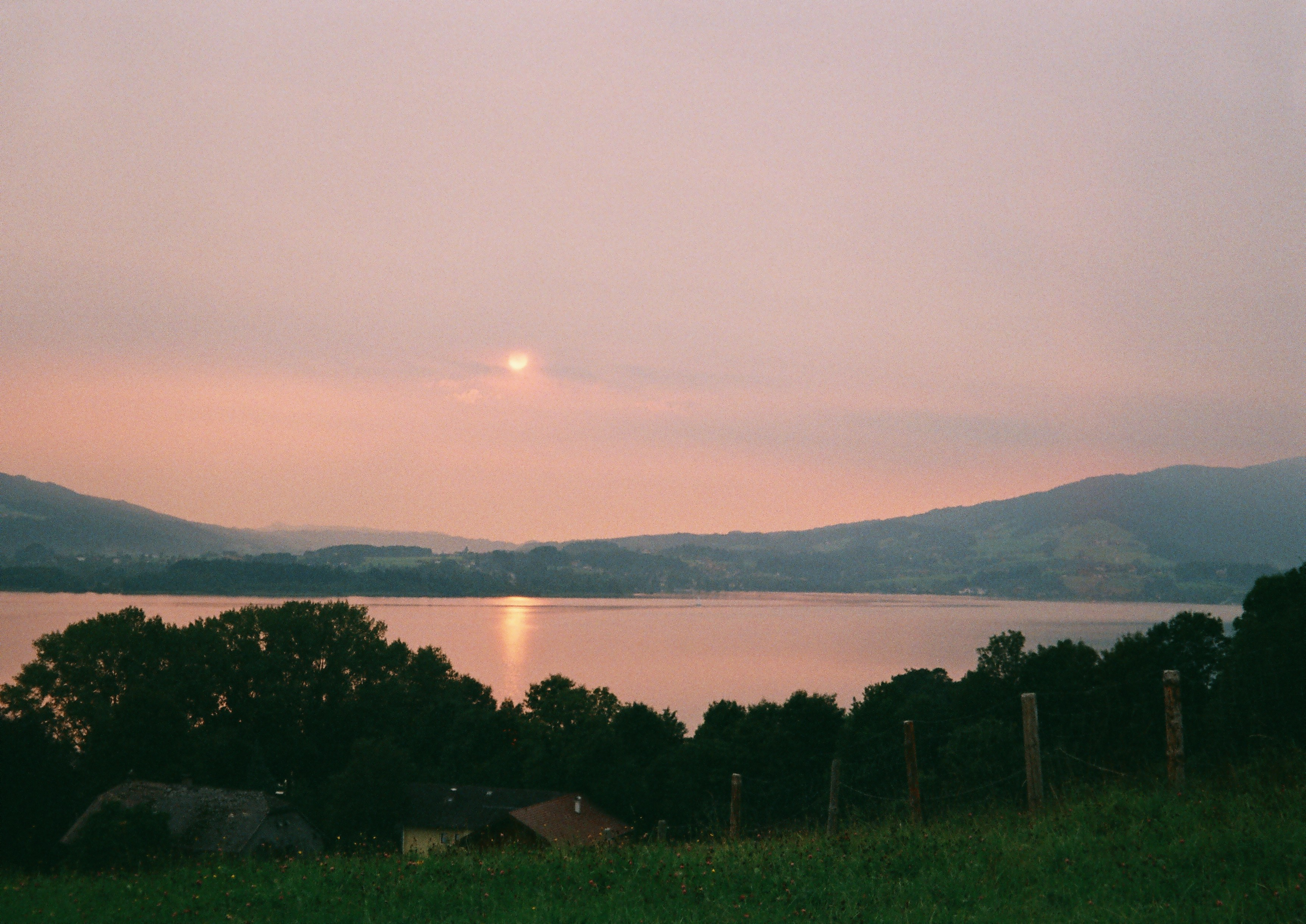
Lacul în asfinţit de soare
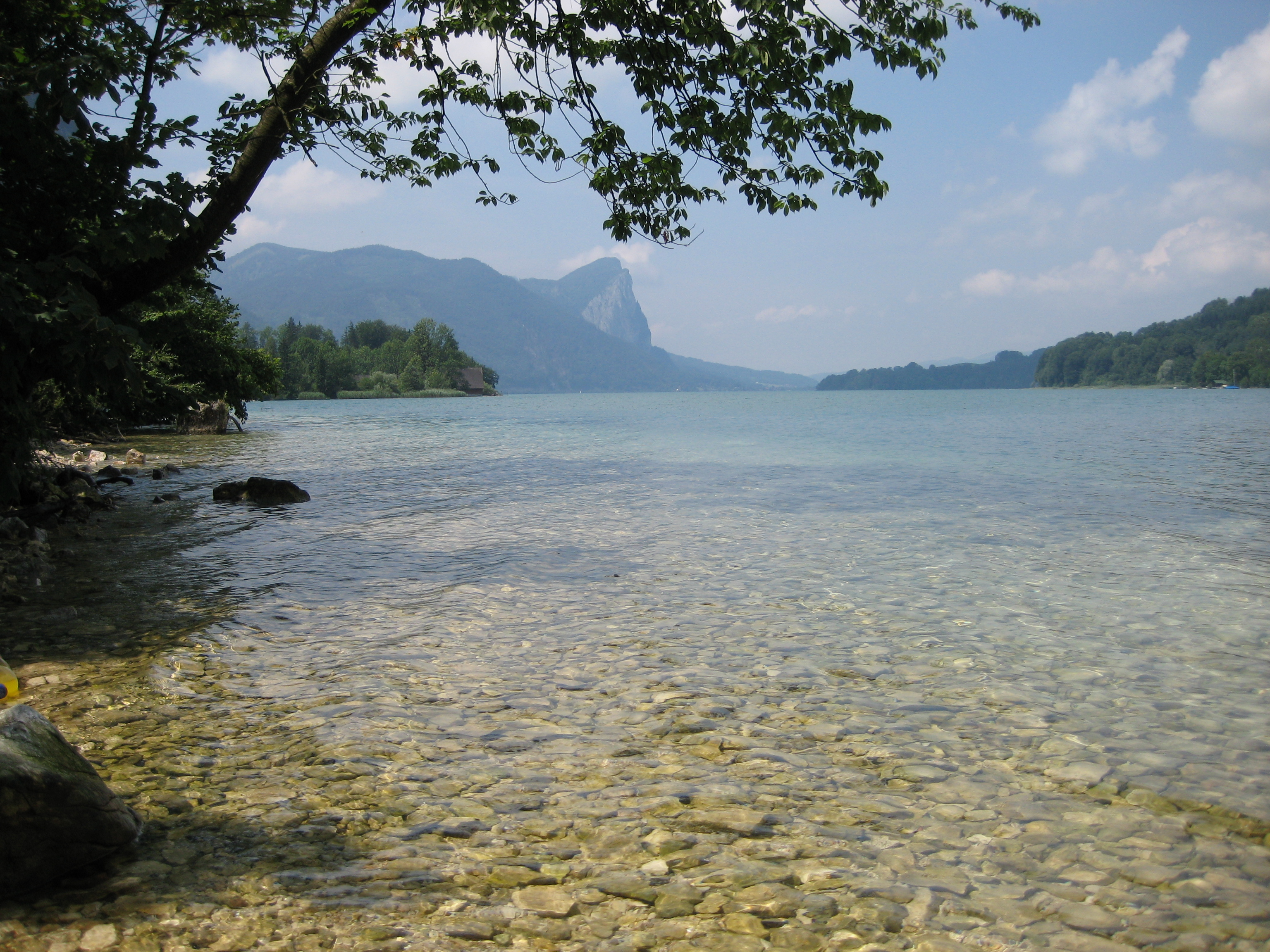
Malul lacului
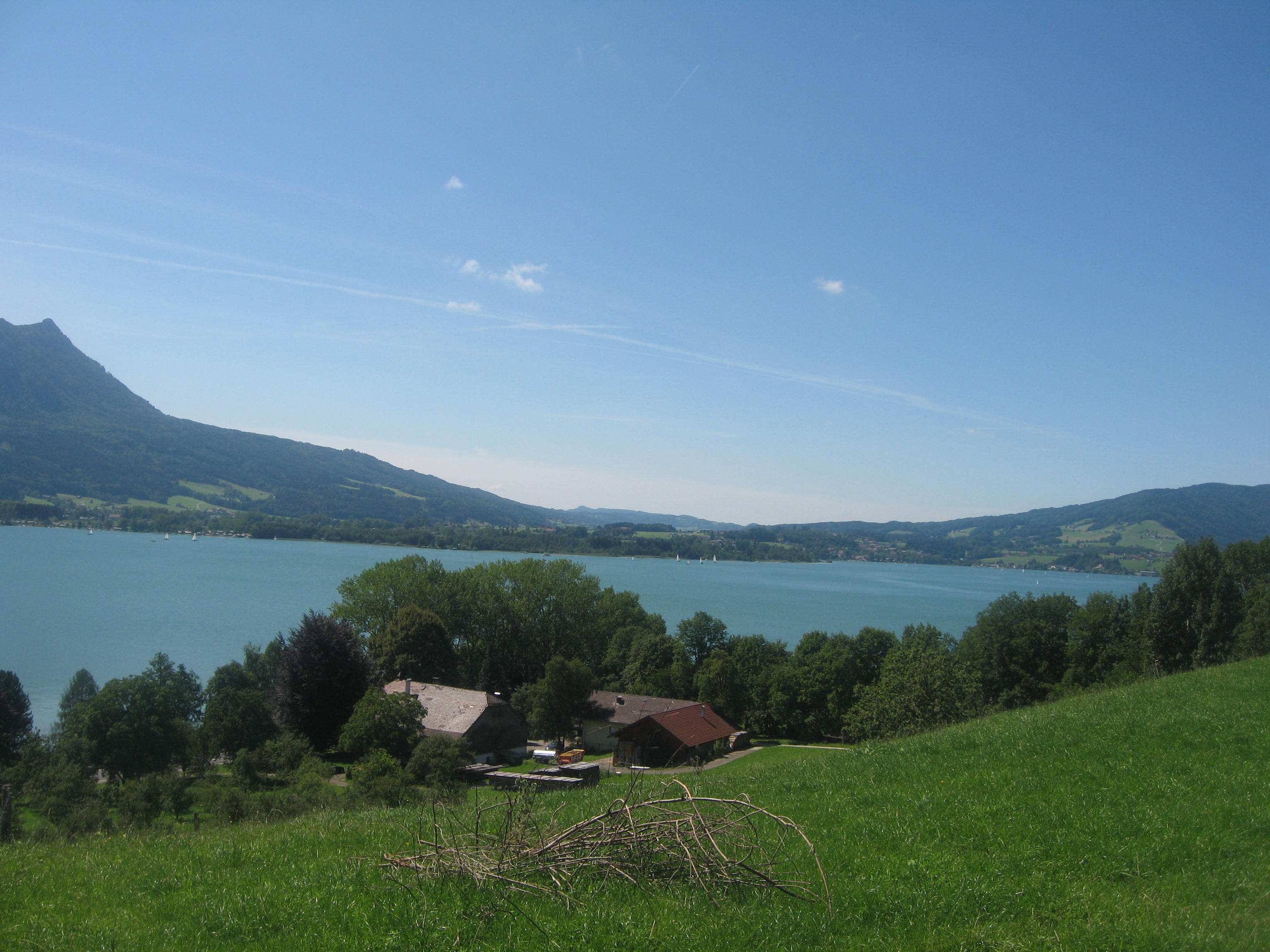
Staţiunea Mondsee se află în colţul îndepărtat al lacului
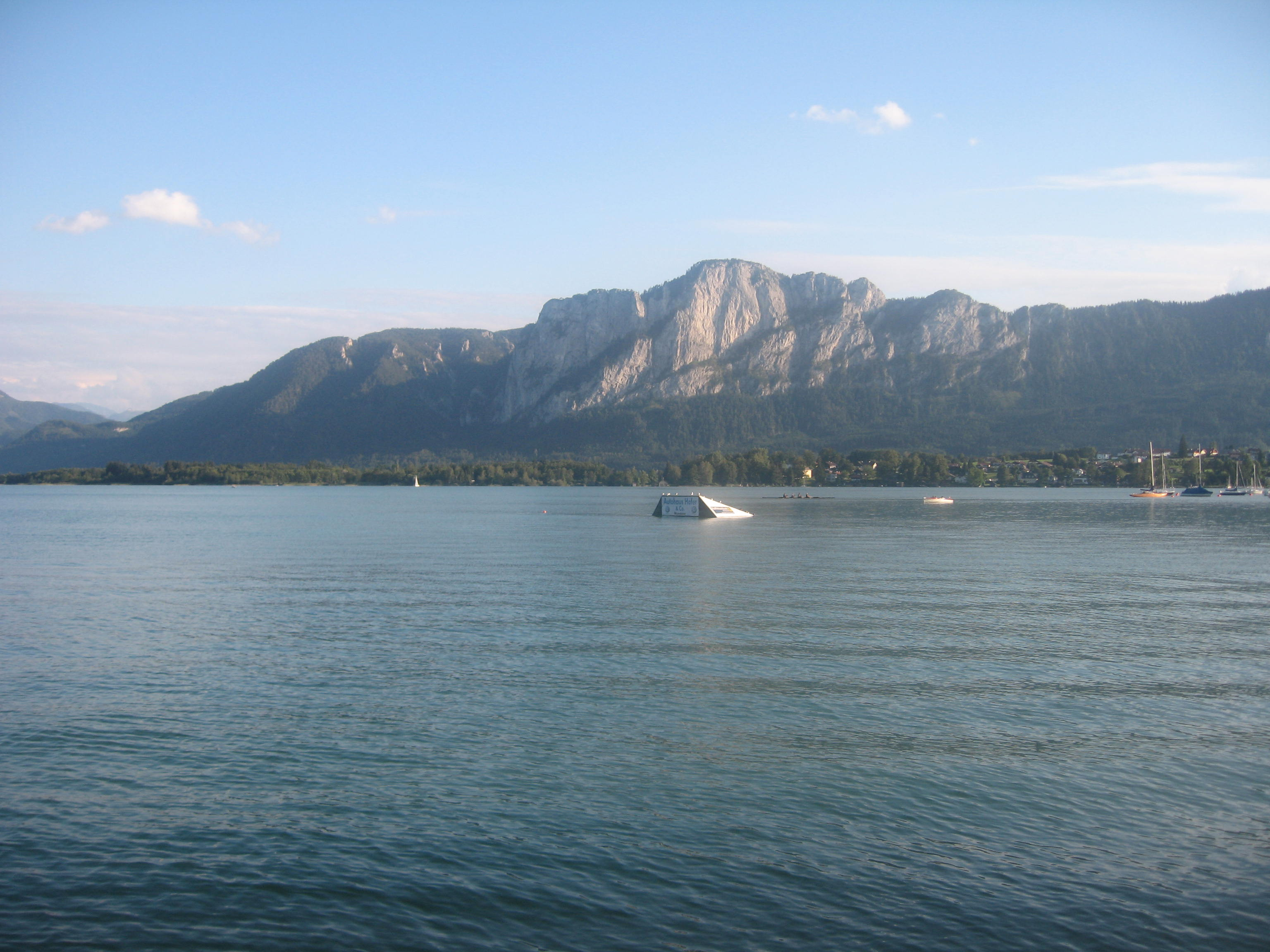
Muntele Drachenwand aflat pe malul sudic al lacului
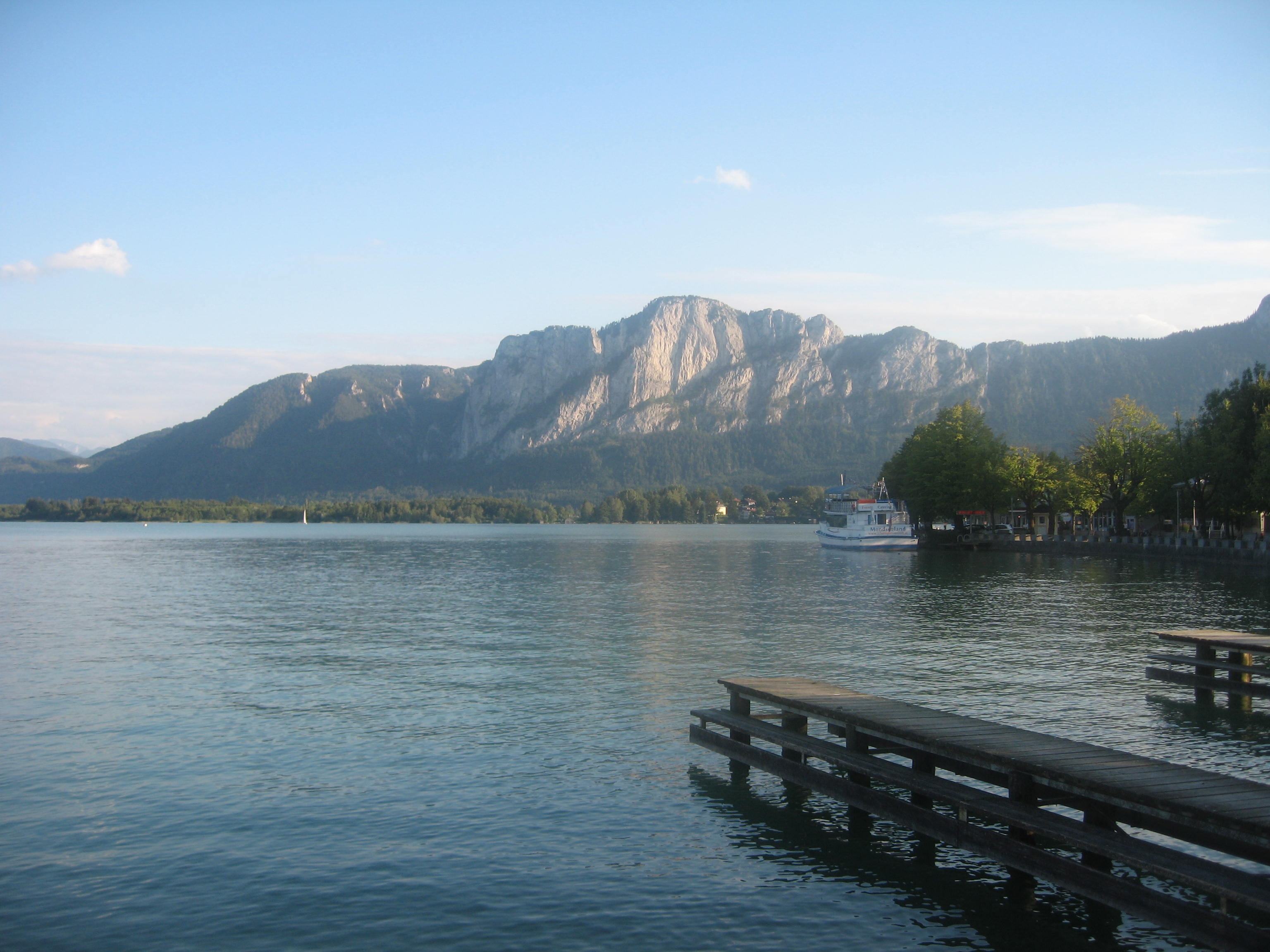
Muntele Drachenwand
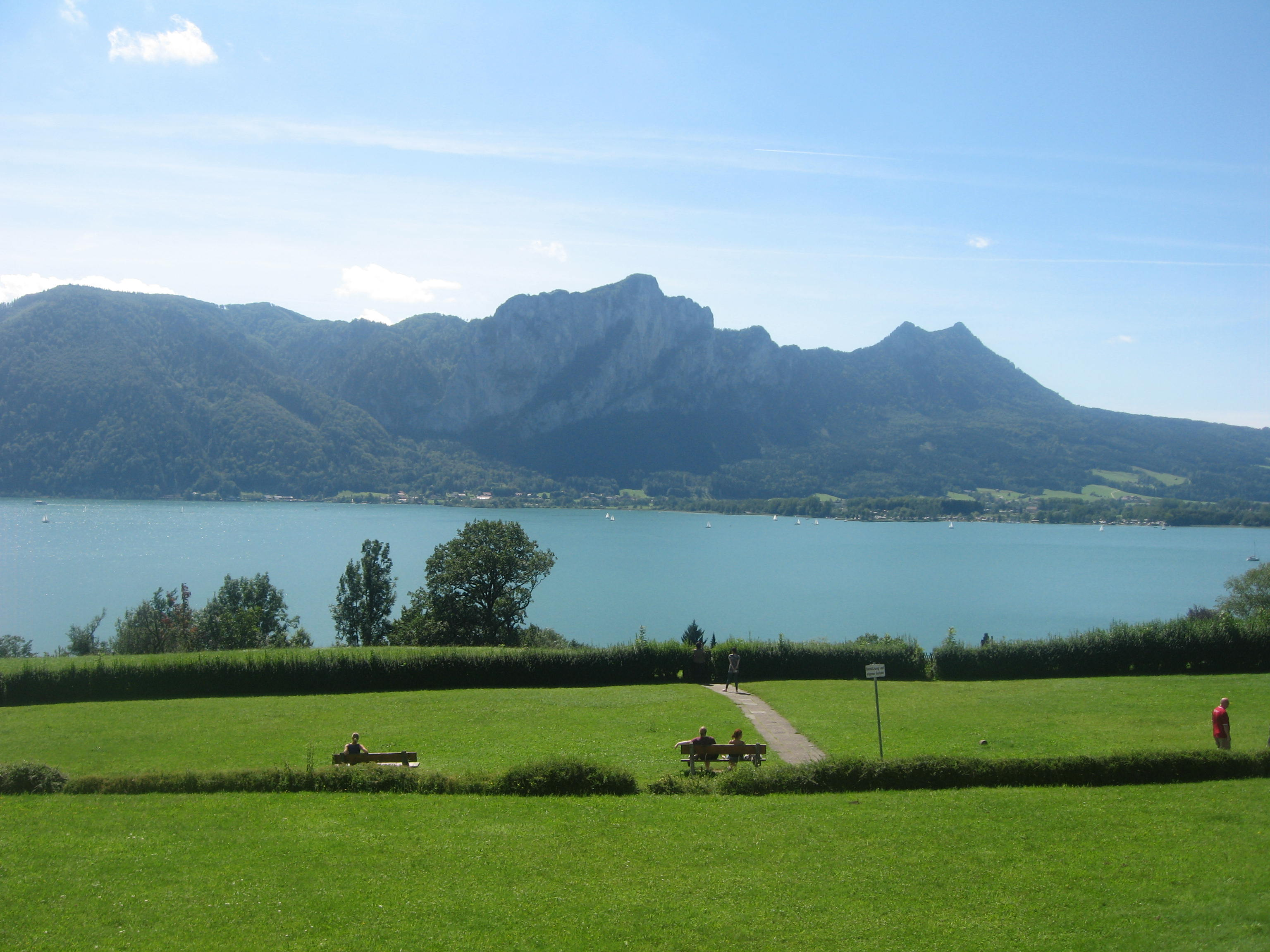
Muntele Drachenwand aflat pe malul sudic al lacului
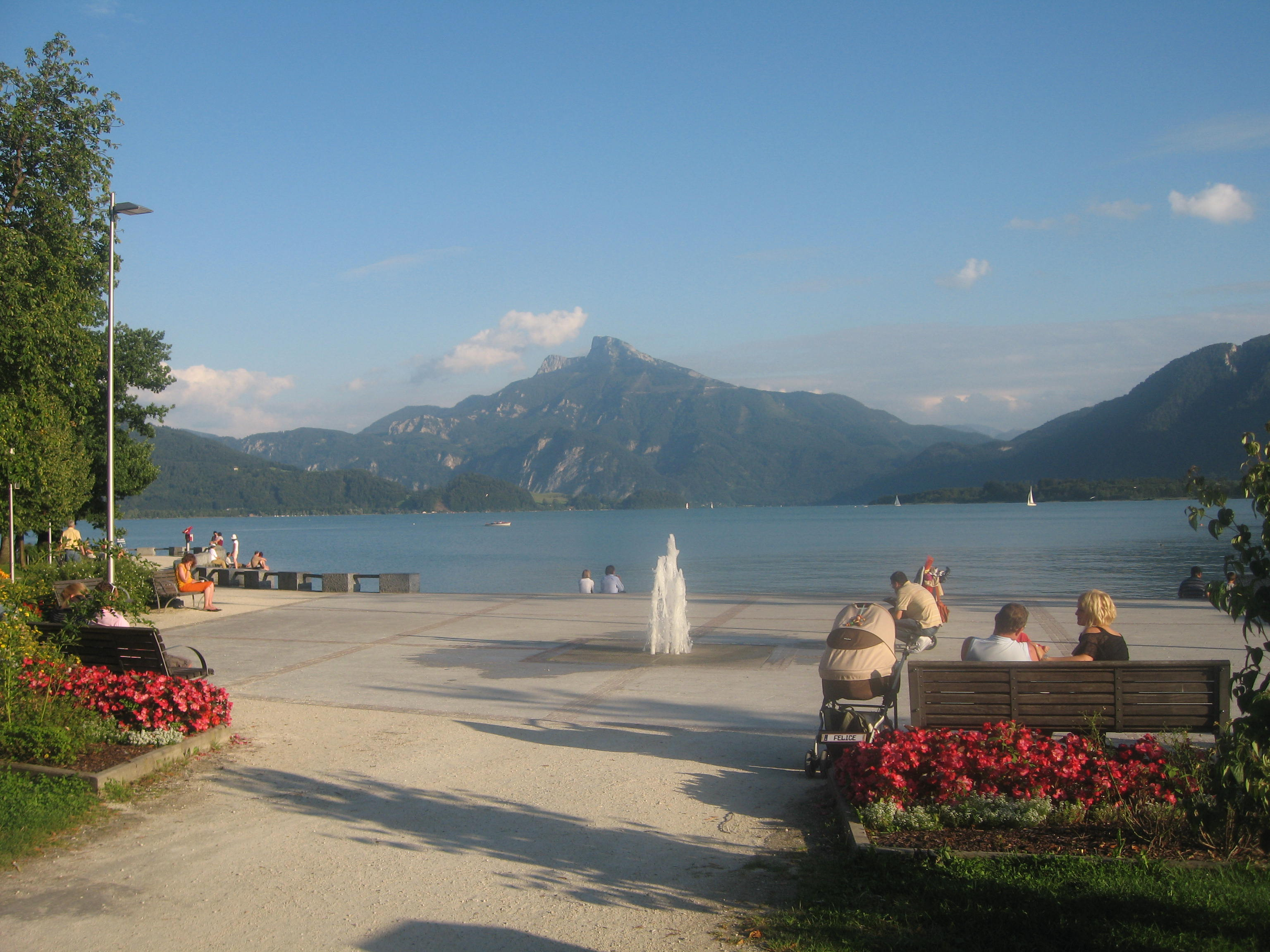
Promenada din Mondsee cu muntele Schafberg în fundal
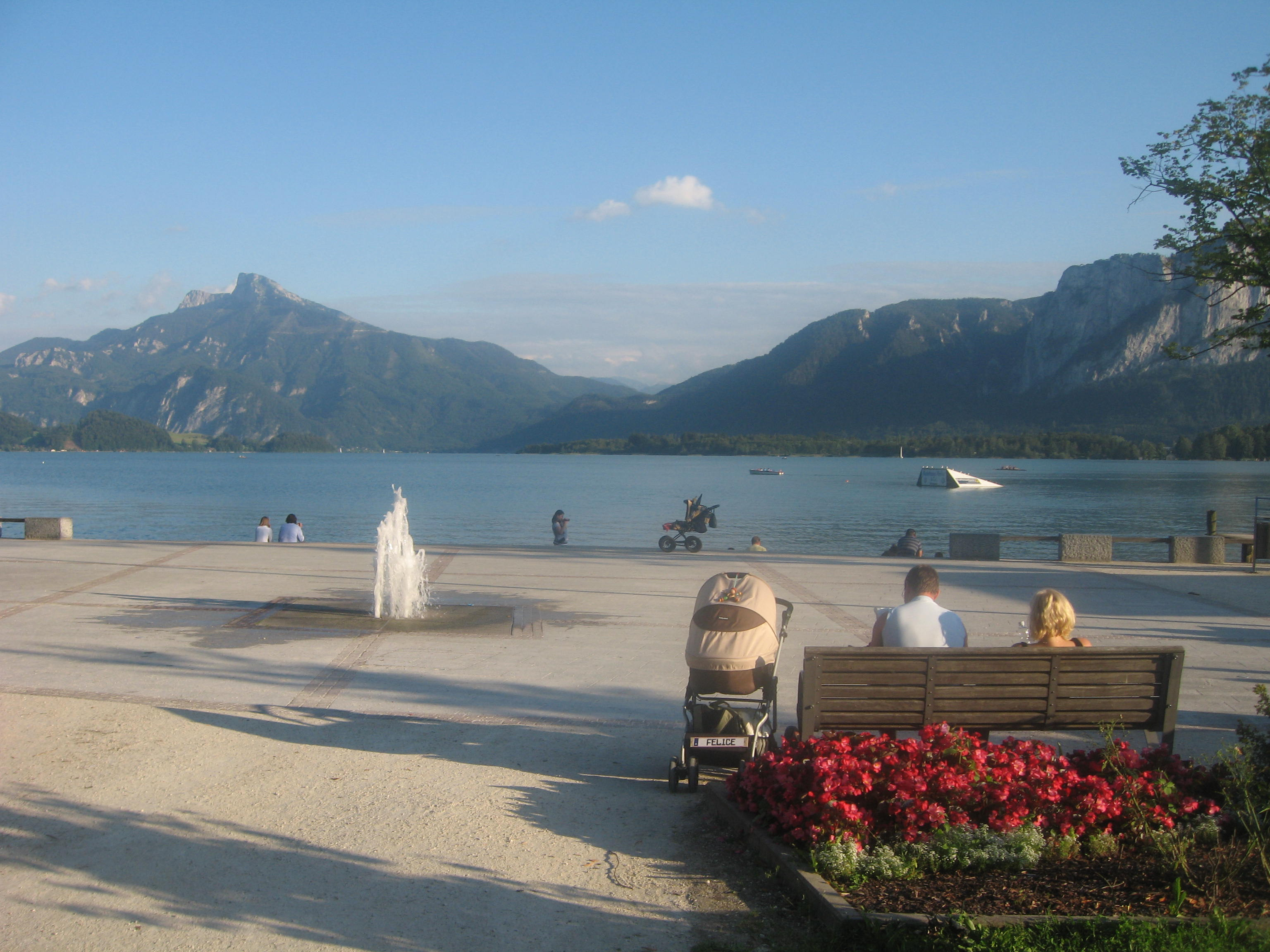
Promenada din Mondsee cu munţii Schafberg (în stânga) şi Drachenwand (în dreapta) în fundal
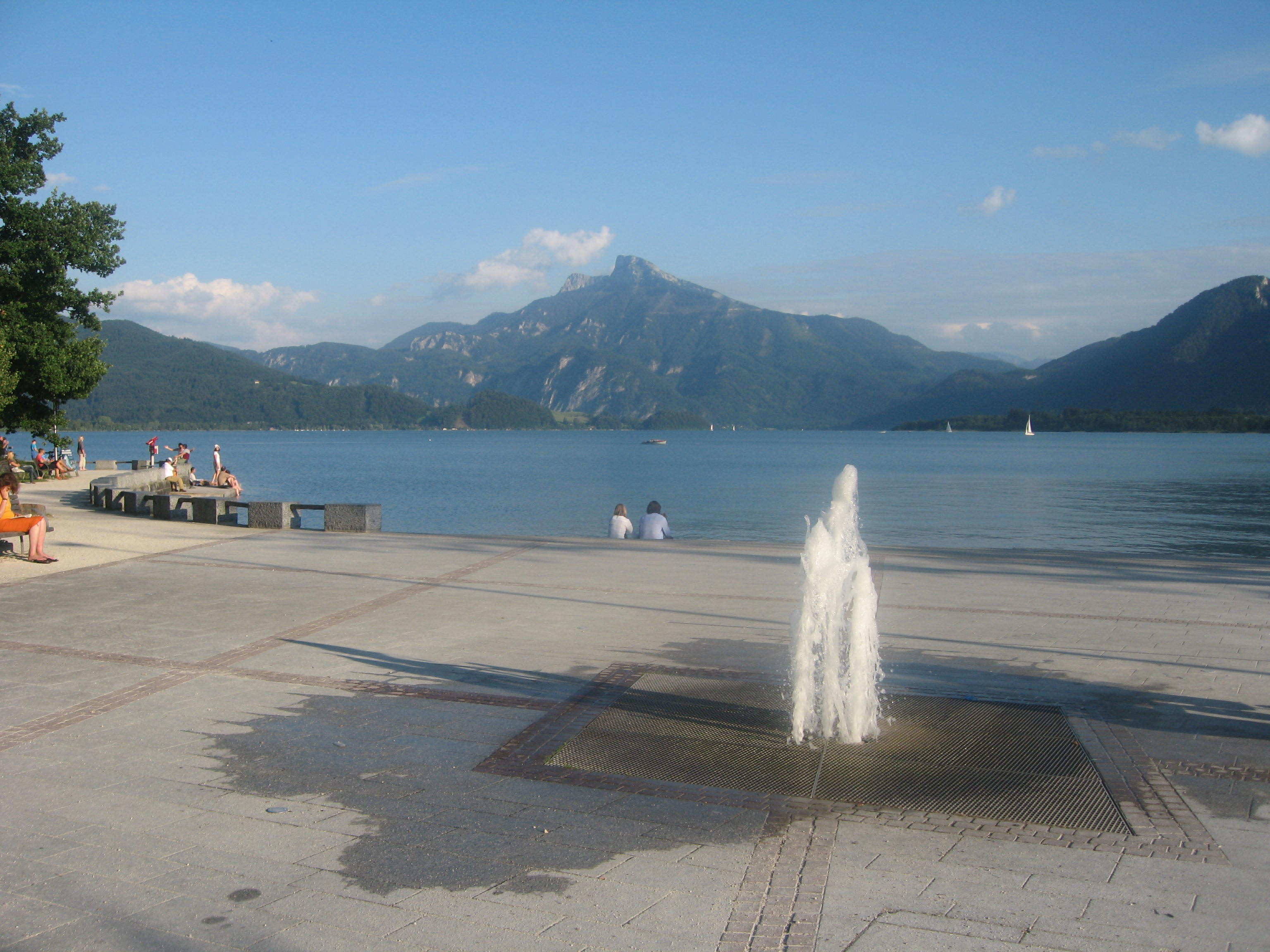
Promenada din Mondsee cu muntele Schafberg în fundal